# Stenopogon rossi
Stenopogon rossi là một loài ruồi trong họ Asilidae. Stenopogon rossi được Martin miêu tả năm 1968. Loài này phân bố ở vùng Tân Bắc giới.